# Esta vez la primera soy yo
"Esta Vez la Primera Soy Yo" é uma canção interpretada pela atriz e cantora mexicana Lucero. Foi lançada como single promocional do álbum Indispensable, lançado em 14 de Junho de 2011 pela Siente Music.

## Informações
"Esta Vez la Primera Vez Soy Yo" é uma canção electropop que foi escrita pela própria Lucero em parceria com Karla Aponte, César Lemos e Ernesto Fernández, e que de acordo com a artista, a canção fala sobre a recuperação da protagonista após uma desilusão amorosa. A canção tem duas versões: uma com dois minutos e 36 segundos e outra com três minutos e dezessete segundos. Esta última foi somente lançada em download digital pelo iTunes, meses depois do lançamento do álbum Indispensable.

## Lançamentos
A canção original foi somente incluída do álbum Indispensable e lançada em 21 de Setembro de 2010. Posteriormente, Lucero disponibilizou sua versão longa em download digital pelo iTunes em 14 de Junho de 2011. Seu vídeo clipe foi novamente dirigido por Luieville (o mesmo da canção "Indispensable") e lançado em 9 de Maio de 2011, pelo canal VEVO original de Lucero.

## Interpretações ao vivo
Lucero interpretou a canção pela primeira vez durante a quinta temporada do programa Nuestra Belleza Latina, em Março de 2011. Em Abril, a artista interpretou a canção durante a 18ª edição da Billboard Latin Music Awards e em Junho, durante o programa Pequeños Gigantes. Em Setembro, a canção foi interpretada durante o evendo Jalisco En Vivo, juntamente com as canções "Indispensable" e "Amor Virtual".

## Prêmios e indicações
Em 2011, o vídeo da canção foi indicado ao Prêmio People en Español na categoria "Melhor Vídeo do Ano", porém perdeu para o da canção "Libertad" de Christian Chávez e Anahí.

## Outras versões
Além da versão longa de "Esta Vez la Primera Soy Yo", também foram lançados sete remixes da canção pelo site oficial da artista.

## Formato e duração
- Download digital[4]

1. "Esta Vez la Primera Soy Yo (Long Version)" – 3:17
2. "Esta Vez la Primera Soy Yo (César Vilo Club Remix)" – 6:25
3. "Esta Vez la Primera Soy Yo (César Vilo Radio Remix)" – 3:42
4. "Esta Vez la Primera Soy Yo (Yaxkin Retrodisko Remix)" – 4:09
5. "Esta Vez la Primera Soy Yo (DJ Morales Remix)" – 3:45
6. "Esta Vez la Primera Soy Yo (Daniel Adame Remix)" – 5:06
7. "Esta Vez la Primera Soy Yo (Gremix)" – 5:31
8. "Esta Vez la Primera Soy Yo (Jon B Remix)" – 6:30

## Histórico de lançamentos
| País   | Data                | Formato                  | Gravadora    | Ref.  |
| ------ | ------------------- | ------------------------ | ------------ | ----- |
| Vários | 14 de Junho de 2011 | Airplay download digital | Siente Music | [ 4 ] |